# Swedish Open 1976
Lo Swedish Open 1976 è stato un torneo di tennis giocato sulla terra rossa. È stata la 29ª edizione del torneo, che fa parte della categoria del Commercial Union Assurance Grand Prix 1976. Il torneo si è giocato a Båstad in Svezia dal 4 al 10 luglio 1976.

## Campioni

### Singolare maschile
Antonio Zugarelli ha battuto in finale  Corrado Barazzutti con il punteggio di 4–6 7–5 6–2

### Doppio maschile
Fred McNair /  Sherwood Stewart hanno battuto in finale  Wojciech Fibak /  Juan Gisbert con il punteggio di 6–3, 6–4